# Max Gómez Canle
Max Gómez Canle (Buenos Aires, 1972) es una artista argentino que ha desarrollado la mayor parte de su producción artística en el área de la Pintura. Sus obras han recibido diferentes premios, entre ellos el 2º Premio en el certamen “10 años de Bola de Nieve” votado por artistas (2007), el premio “50ª Aniversario del Fondo Nacional de las Artes”(2012), el premio “Ignacio Pirovano” al artista joven del año 2007 otorgado por la AACA/AAICA (2015), y el Premio Konex de Platino al mejor pintor de la década en Argentina (2022), entre otros. En 2009 fue seleccionado para exhibir su obra “Ventana” cubriendo la fachada del Edificio Del Plata sobre la avenida 9 de Julio en Buenos Aires.